# Stig Östberg
Stig Reinhold "Stickan" Östberg, född 26 oktober 1922 i Aspudden, död 6 januari 1992 i Farsta församling, var en svensk fotbollsspelare (högerytter).
Östberg började spela fotboll i Årsta SK och var sedan med och tog upp Reymersholms IK i Allsvenskan 1941/1942, där han spelade 10 matcher (1 mål). Han representerade därefter AIK mellan 1942 och 1950, och gjorde sammanlagt 71 allsvenska matcher (17 mål) för Solnaklubben.